# رضوان عيارة
رضوان عيارة ولد في 15 يونيو 1968 في باجة، هو سياسي تونسي.

## السيرة الذاتية

### الدراسات والمسار المهني
رضوان عيارة متحصل على ماجستير في القانون.

بدأ مساره المهني في 1995 كإطار سامي في الصندوق الوطني للضمان الاجتماعي . تولى فيه عدة مسؤوليات على المستوى المركزي والجهوي في بن عروس وصفاقس و سوسة ومنزل بورقيبة، ولكن أيضا على المستوى الدبلوماسي في بون (ألمانيا).

كمختص في قانون الضمان الاجتماعي، عمل كأستاذ جامعي متعاون لقانون الأعمال الدولي في معهد الدراسات العليا التجارية بسوسة.

### المسار السياسي
كان رضوان عيارة كاتب عام للجنة التنسيق لحزب التجمع الدستوري الديمقراطي (حزب الرئيس زين العابدين بن علي) في ألمانيا.

في 22 أغسطس 2015، عين في منصب والي الكاف وذلك حتى 16 سبتمبر 2016.

بدأ مساره الحكومي في حكومة يوسف الشاهد وشغل فيها عدة مناصب، حيث عين في 27 أغسطس 2016 ككاتب دولة مكلف بالهجرة والتونسيين بالخارج، وذلك حتى 12 سبتمبر 2017 أين أصبح وزيرا للنقل، وبقي على رأس الوزارة حتى 14 نوفمبر 2018 أين عين وزيرا لدى رئيس الحكومة مكلف بالهجرة والتونسيين بالخارج ثم وزيرا لاملاك الدولة والشؤون العقارية بالنيابة من شهر نوفمبر 2019 إلى شهر فيفري 2020.